# Igreja paroquial de Sankt Wolfgang im Salzkammergut
A Igreja paroquial de Sankt Wolfgang im Salzkammergut é um templo católico da Áustria, localizado na região de Salzkammergut, à beira do lago Wolfgangsee. Edifício barroco, decorado com importantes altares entalhados por Wandel, Schwanthaler e Guggenbichler, tem sido ao longo de séculos um importante local de peregrinação religiosa para quem busca cura para males nos olhos.